# Нику, Тапани
Тапани Нику (фин. Tapani Niku; 1 апреля 1895 года, Хаапавеси, Великое княжество Финляндское — 6 апреля 1989 года, Лахти, Финляндия) — финский лыжник, призёр Олимпийских игр.

## Карьера
На Олимпийских играх 1924 года в Шамони завоевал бронзовую медаль в гонке на 18 км, проиграв 35 секунд норвежцу Йохану Грёттумсбротену, и выиграв у ставшего четвёртым, другого норвежца Йона Мордалена, 30 секунд. Так же стартовал в гонке на 50 км, но сошёл с дистанции.
На чемпионате мира 1926 года в Лахти занял 6-е место в гонке на 50 км и 13-е место в гонке на 18 км. После завершения спортивной карьеры работал лесником, кроме того занимался изготовлением лыж.